# مد (پوشاک)

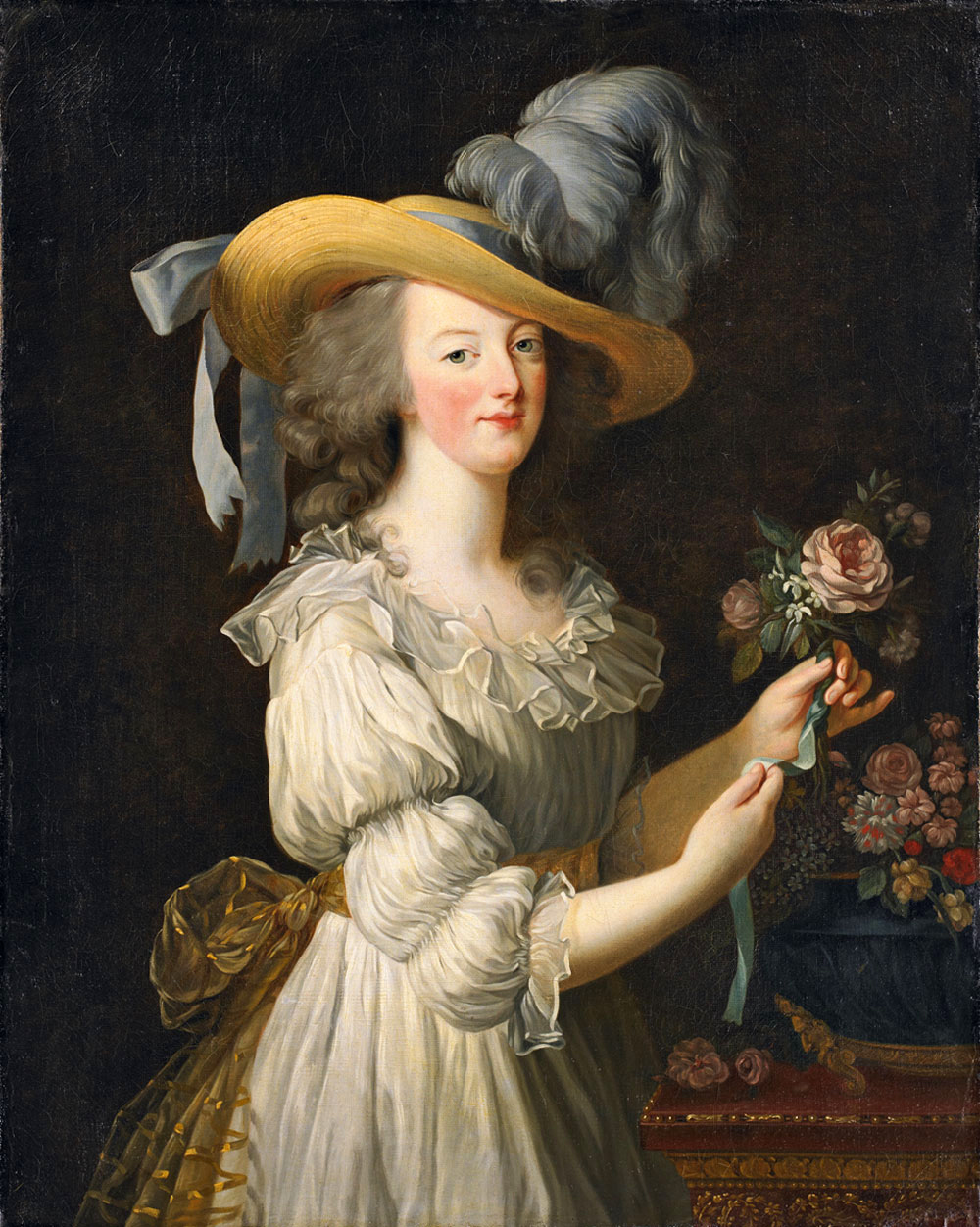
ماری آنتوانت واپسین ملکه همسر فرانسه پیش از انقلاب فرانسه نماد خوش‌پوشی و مُد در دوره خود بود.

مُد (به فرانسوی: Mode) یا فَشِن (به انگلیسی: Fashion) اصطلاح کلی در زمینه هنر طراحی پوشاک است که تحت تأثیر اوضاع فرهنگی و اجتماعی جامعه در یک دوره زمانی مشخص انجام می‌پذیرد. محصولات این صنعت شامل پوشاک، کفش، کیف، لوازم آرایشی و اثاث می‌شود.
مد، صنعت پیچیده‌ای است که شامل صنایع کوچک‌تری مانند فراورده‌های پوشاک و تأمین کالا، پارچه، مواد خام، رنگ، تولید، حمل و نقل، فروش، عرضه و تقاضا و نهایتاً دور ریختن آنها می‌شود.
به هنرمندان عرصه پوشاک که با طرح‌های ابداعی‌شان تأثیر به‌سزایی در صنعت مد در یک دوره خاص زمانی بگذارند، «جامه‌آرا» «طراح لباس» می‌گویند.

## آلایندگی

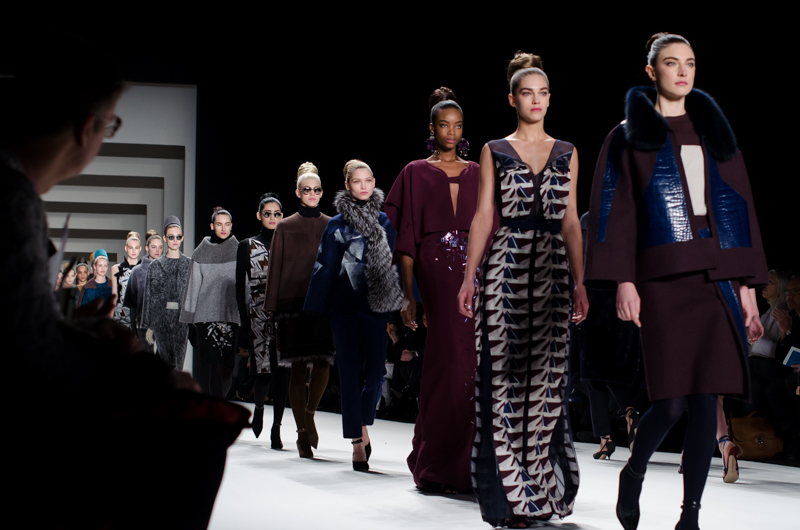
مدل‌ها در نمایش مد سال ۲۰۱۴

مد، دومین صنعت آلاینده محیط زیست است. برای کنشگران محیط زیست، میزان بالای کربن تولید شده در این صنعت به نسبت مصرف دیگر مواد شیمیایی، کمترین اهمیت را دارد. این کنشگران بیشتر نگران استفاده زیاد از مواد نگهدارنده، رنگ‌های شیمیایی، آفت‌کش‌های مزرعه‌های پنبه و مواد زائدی هستند که تولید لباس ایجاد می‌کند.
پنبه از رایج‌ترین الیاف طبیعی است و نزدیک به ۴۰ درصد پوشاک مصرفی انسان را تأمین می‌کند. اما تولید آن نیازمند مصرف بسیار زیاد آب است و نمونه آن استفاده ازبکستان (ششمین تولیدکننده پنبه جهان) است که در دهه‌های ۱۹۵۰ با تغییر مسیر دو رودخانه بزرگ آمودریا، از جنوب و سیردریا از شمال دریاچه آرال به سوی مزارع پنبه، باعث خشکی دریاچه شد.
همچنین پنبه از وابسته‌ترین گیاهان به مواد شیمیایی افزودنی و آفت‌کش‌ها است. تقریباً ۳ درصد از مزارع کره زمین به کشت پنبه اختصاص داده شده‌اند که به گفته وزارت کشاورزی ایالات متحده آمریکا از پرمصرف‌ترین مواد شیمیایی و حشره‌کش‌های زراعتی در جهان است.
افزایش لباس‌های دور ریخته‌شده در گورستان‌های زباله و آلودگی‌های ناشی از مواد شوینده، به آلایندگی این صنعت می‌افزاید.
برای حل این مشکلات، شاخه‌ای به نام مد سازگار با محیط زیست پدید آمده‌ است.

## فست فشن
مد به صورت فصلی و در بعضی برندها به صورت هفتگی تغییر می‌کند. تقاضا برای تغییر و همراهی با مد، رو به افزایش است و به همین دلیل مصرف تولیدات ارزان قیمت با کیفیت پایین یا به اصطلاح «فَست فشن» رو به رشد است.
اگر بخواهیم تعریفی ساده و دم دستی از فست فشن ارائه دهیم؛ فست فشن بیزینسی است از تکرار کردن ترندهای کت‌واک‌ها و طراحی‌های high fashion و تولید انبوه آنها و انتقال سریع به خرده فروشی‌ها در حالی که تقاضای بالایی دارند. کالکشن‌های فست فشن معمولاً متأثر از استایل‌هایی‌اند که در هفته‌های فشن نمایش داده می‌شوند و معمولاً تن سلبریتی‌هااند. چرا فست فشن طرفداران زیادی دارد؟ به دلیل ساده‌ای که به مشتری‌ها اجازه می‌دهد لباس‌های جدید و جذاب و ترند را با قیمت مناسب تهیه کنند.

## مد ناپوشاک

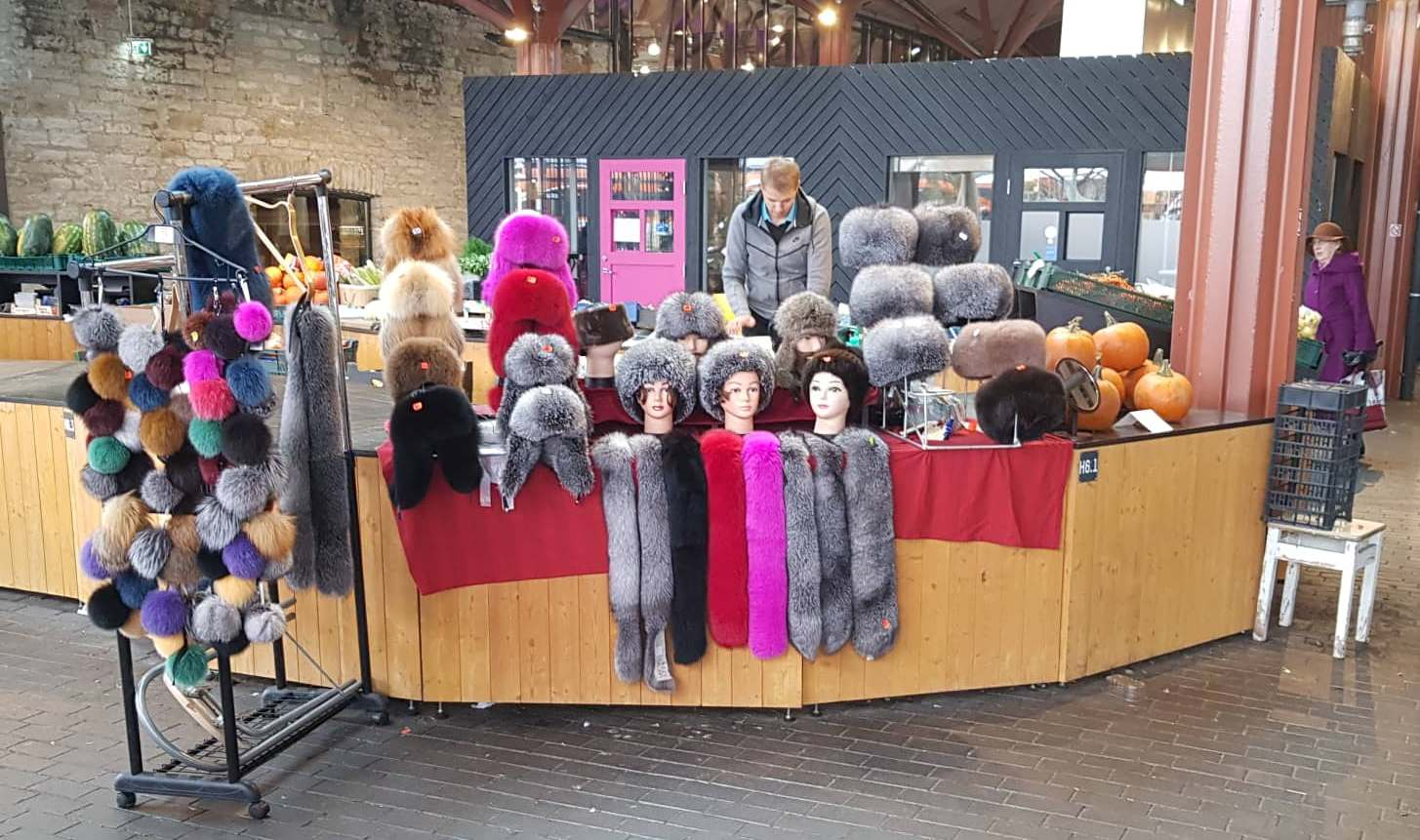
تصویر غرفه فروش خز در تالین استونی

لباس‌های عجیب و یا خنده‌دار برخی طراحان مد، با اهداف هنری یا مفهومی طراحی می‌شوند و برای پوشش رایج طراحی نشده‌اند. مد ناپوشیدنی به لباس‌ها یا لوازم جانبی اطلاق می‌شود که پوشیدن آنها در زندگی روزمره غیرعملی، ناراحت‌کننده یا غیرممکن است. این اقلام ممکن است صرفاً برای اهداف هنری یا مفهومی طراحی شوند، یا ممکن است به عنوان یک نمونه برای مناسبت‌های خاص در نظر گرفته شوند. با این حال، آنها به دلیل عواملی مانند وزن بیش از حد، طراحی محدود یا عدم عملکرد مناسب برای پوشیدن معمول و رایج نیستند. مد لباس ناپوشاک اغلب در نمایشگاه‌های هنری به نمایش گذاشته می‌شود و معمولاً در خرده‌فروشی‌های رایج فروخته نمی‌شود.

## موزه‌های مشهور مُد
- موزه ویکتوریا و آلبرت در شهر لندن
- کاخ گالیرا که به‌طور رسمی «موزه مُد شهر پاریس» نامیده می‌شود